# Jürgen Heinsch
Jürgen Heinsch (* 4. Juli 1940 in Lübeck; † 14. Juli 2022) war ein deutscher Fußballspieler und -trainer. In der höchsten Spielklasse des DDR-Fußballs, der Oberliga, spielte er für den F.C. Hansa Rostock sowie dessen Vorgänger SC Empor.

## Sportliche Laufbahn

### Gemeinschafts- und Clubstationen
Der in Lübeck geborene Torhüter Heinsch gelangte über die Jugendmannschaften der BSG Einheit Rostock ab 1955 in den Jugendbereich des kurz zuvor gegründeten SC Empor Rostock. 1958 rückte er in den Kader der in der Oberliga antretenden ersten Mannschaft Empors auf, für die er am 5. August 1958 in der höchsten ostdeutschen Spielklasse debütierte, im Laufe der Saison 1958 jedoch nur einen weiteren Einsatz für Rostock bestritt. In der Saison 1959 entwickelte sich Heinsch daraufhin zum Stammtorhüter der Hanseaten, mit denen er 1960 auch das Finale des FDGB-Pokals erreichte, welches gegen den SC Motor Jena mit 3:2 nach Verlängerung verloren ging. Anschließend wurde Heinsch mit Empor 1961/62, 1962/63 und 1963/64 dreimal in Folge Vizemeister der Oberliga.
1966/67 erreichte Heinsch mit dem 1965 aus dem SC Empor ausgegliederten Fußballclub Hansa Rostock zum zweiten Mal in seiner Karriere das Finale des FDGB-Pokals, in dem Rostock der BSG Motor Zwickau mit 3:0 unterlag. 1967/68 wurde Heinsch zum nunmehr vierten Mal Vizemeister der Deutschen Demokratischen Republik. Mit dem „ewigen Zweiten“ aus Rostock hatte sich Heinsch damit für den Messepokal als Vorläufer des UEFA-Pokals qualifiziert, kam aufgrund von Verletzungen und der Konkurrenz durch Dieter Schneider sowie Manfred Schröbler nicht zu einem Einsatz in diesem und absolvierte in der gesamten Saison 1968/69 nur zwei Pflichtspieleinsätze. 1969/70 konnte Heinsch sich zeitweise gegen seine Konkurrenz durchsetzen und absolvierte 15 Pflichtspieleinsätze, darunter zwei im Messepokal 1969/70 gegen Inter Mailand, 1970/71 kam er nur noch zu sieben Pflichtspieleinsätzen. Nach 13 Jahren als Torhüter in Rostock beendete Heinsch 1971 seine aktive Karriere nach 176 Spielen in der Oberliga, 22 Partien im FDGB-Pokal sowie zwei Einsätzen im internationalen Wettbewerb.

### Auswahleinsätze
Auf das Rostocker Torhütertalent wurden auch die Auswahltrainer des DFV aufmerksam. In der DDR-U-18 stand er sechsmal zwischen den Pfosten. Beim UEFA-Juniorenturnier, der inoffiziellen Europameisterschaft dieser Altersklasse, das 1958 in Belgien, Luxemburg, Frankreich und der Bundesrepublik ausgetragen wurde, wurde er in zwei von drei Gruppenspielen beim Vorrundenaus des DDR-Teams aufgeboten.
1963 kam er zu seinen ersten vier Einsätzen in der DDR-A-Nationalelf. Sein Debüt fand am 4. September in Magdeburg beim 1:1-Remis gegen Bulgarien statt. In diesen Jahren lief er auch für die vom Kader in aller Regel identische DDR-Olympiaauswahl auf und bestritt für diese unter anderem die 1963 ausgetragenen Ausscheidungsspiele zu den Olympischen Spielen 1964 gegen das westdeutsche Amateurteam. Beim Fußballturnier der Olympischen Spiele 1964 in Tokio gewann Heinsch nach erfolgreicher Qualifikation mit seiner Mannschaft die Bronzemedaille. 1964 und 1965 lief Heinsch noch dreifach in der Nationalmannschaft der DDR auf.

## Trainerlaufbahn
Der diplomierte Sportlehrer Heinsch wurde daraufhin zunächst Assistenztrainer bei Hansa Rostock, wo er ab Dezember 1979 seinem einstigen Mitspieler Helmut Hergesell als Cheftrainer nachfolgte, den Abstieg der Mannschaft in die zweitklassige Liga jedoch nicht mehr verhindern konnte. Heinsch wurde daraufhin erneut Assistenztrainer, bis er ab 1981 seinen Nachfolger Harry Nippert als Cheftrainer ablöste und die Fahrstuhlmannschaft gewordenen Rostocker bis 1985 in der Oberliga etablierte, deren erneuter Abstieg in der Saison 1985/86 unter Claus Kreul erfolgte.
Bis 2005 war Heinsch aufeinanderfolgend als Manager im Nachwuchsbereich Hansas sowie als Scout im Profibereich tätig und war 1993/94 zwischenzeitlich erneut als Trainer des zu diesem Zeitpunkt Zweitligisten Hansa Rostock tätig, wobei die Mannschaft den anvisierten Aufstieg verfehlte.

## Privates
Heinschs Enkel Arvid Schenk begann 2008 in der Jugend von Hansa Rostock eine Karriere als Fußballtorhüter. Jürgen Heinsch starb am 14. Juli 2022, zehn Tage nach Vollendung seines 82. Lebensjahres.